# إدوارد إي. ميلر
إدوارد إي. ميلر (بالإنجليزية: Edward E. Miller)‏ هو سياسي أمريكي، ولد في 22 يوليو 1880 في كريستون في الولايات المتحدة، وتوفي في 1 أغسطس 1946 في سانت لويس في الولايات المتحدة. حزبياً، نشط في الحزب الجمهوري. وقد انتخب أمين صندوق الدولة ‏ وانتخب عضو مجلس النواب الأمريكي.